# Daugbjerg Kirke
Daugbjerg Kirke er kirken i Daugbjerg Sogn i Viborg Kommune; Sognet hører under Viborg Domprovsti (Viborg Stift).
Kirken består af skib og kor, tårn mod vest og våbenhus mod nord. Skib og kor er med bjælkeloft, og er fra romansk tid, bygget af granitkvadre på sokkel med skråkant. Nordmuren er bevaret urørt med dør og flere vinduer; det øvrige er omsat.
I skibets sydmur er indsat en kvader med en stående løve. Det senere tilføjede tårn er af kvadrer fra vestgavlen og munkesten i munkeforbandt, Våbenhuset af af samme materiale og fra samme tid. Tårnrummet, der har rundbue ind til skibet, er hvælvet. Altertavlen og prædikestol fra renæssancestil; Romansk døbefont af granit med løvefigurer
og planteslyngninger.

## Eksterne kilder og henvisninger
- Daugbjerg Sogn i J.P. Trap: Kongeriget Danmark, udarbejdet af H. Weitemeyer (3. udgave, 4. bind 1901)
- Daugbjerg Kirke Arkiveret 14. december 2013 hos  Wayback Machine hos KortTilKirken.dk

- Wikimedia Commons har flere filer relateret til Daugbjerg Kirke